# Brock Lesnar
Brock Edward Lesnar (né le 12 juillet 1977 à Webster, Dakota du Sud), est un catcheur et un pratiquant d'arts martiaux mixtes américano-canadien. Il travaille actuellement à la World Wrestling Entertainment en tant qu'agent libre, sous le nom de Brock Lesnar. Il est également connu pour son passé à l'Ultimate Fighting Championship (UFC) pour les arts martiaux mixtes.
En 2000, Brock Lesnar signe un contrat avec la World Wrestling Federation (aujourd'hui WWE) qui l'envoie à l'Ohio Valley Wrestling, le club-école de la fédération. Il fait ses débuts télévisés en mars 2002. Rapidement mis sur le devant de la scène, il remporte le tournoi King of the Ring 2002 puis le championnat incontesté de la WWE. Il remporte une deuxième fois ce titre jusqu'à son départ de la fédération, après son match contre Goldberg à WrestleMania XX. Il a également remporté le Royal Rumble 2003.
Après son départ de la WWE en 2004, il tente de faire carrière dans la National Football League. Il joue au cours de la présaison pour les Vikings du Minnesota. Il retourne ensuite sur les rings à la fin de l'année 2005, et rejoint la New Japan Pro-Wrestling, où il remporte le championnat poids-lourds International Wrestling Grand Prix lors de son premier match.
En 2007, il se lance dans le arts martiaux mixtes (MMA). Après son premier combat, il signe avec l'Ultimate Fighting Championship (UFC) en octobre. Au cours de sa carrière, il devient champion des poids lourds de l'UFC, titre qu'il détient pendant deux ans. À la fin du mois de décembre 2011, il annonce qu'il prend officiellement sa retraite de l'UFC après son match contre Alistair Overeem. En 2016, il sort de sa retraite et revient à l'UFC dans un combat face à Mark Hunt.
Il retourne alors sur les rings en tant que catcheur à la WWE qui lui permet de mettre un terme à la série d’invincibilité de The Undertaker à WrestleMania et remporte quelques mois plus tard le championnat du monde poids-lourds de la WWE. En 2015, il devient membre du Wrestling Observer Hall of Fame. En 2019, il devient le premier catcheur à remporter la même année, la mallette du Money in the Bank tout en tenant les deux titres mondiaux de la fédération (le WWE Universal Championship et le WWE Championship). En 2022, Il est le seul catcheur à avoir remporté le Royal Rumble et l'Elimination Chamber la même année.

## Jeunesse
Brock Lesnar est né et a grandi à Webster, Dakota du Sud. Il pratique la lutte au lycée de Webster où il a une série de victoire de 33-0-0. Il part ensuite au Bismarck State College (en) dans le Dakota du Nord où il remporte le championnat national Junior en 1998 avant de partir à l'Université du Minnesota où il remporte le championnat de lutte NCAA poids-lourds en 2000,.

## Carrière dans le catch

### World Wrestling Entertainment (2002-2004)

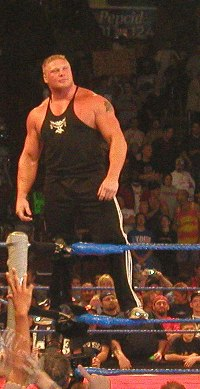
Brock Lesnar en 2003.

En juin 2000, Brock Lesnar signe un contrat avec la World Wrestling Federation (WWF). Il rejoint l'Ohio Valley Wrestling, le club-école de la fédération. Il forme une équipe avec Shelton Benjamin, nommée The Minnesota Stretching Crew. Ensemble, ils deviennent champions par équipes de la OVW à trois reprises.

#### Débuts et double champion de la WWE (2002-2003)
Brock Lesnar fait ses débuts télévisés à la WWF le 18 mars 2002 à Raw, en attaquant Al Snow, Maven et Spike Dudley lors d'un match. Paul Heyman devient son agent, et lui donne le surnom de The Next Big Thing du fait de sa carrure. La semaine suivante, il rejoint Raw au cours du premier draft. Il commence à faire ses preuves en entrant en rivalité avec les Hardy Boyz (Jeff et Matt Hardy). Le 21 avril Backlash, il affronte Jeff Hardy pour son premier match à la WWE qu'il remporte par KO et fait de même face à Matt le lendemain,. Il fait équipe avec Shawn Stasiak avec qui il perd face aux frères Hardy le 4 mai à Insurrextion, puis attaque son équipier du soir, et entre en rivalité, ainsi que ses adversaires. Cette rivalité prend fin le 19 mai avec la victoire de Brock Lesnar et Paul Heyman dans un match par équipe face aux Hardy Boyz à Judgment Day.
Le 10 juin se qualifie pour participer au tournoi King of the Ring en l'emportant sur Bubba Ray Dudley. Il se qualifie pour la demi puis la finale aux dépens respectivement de Booker T la semaine suivante et de Test le 23 juin lors du King of the Ring,. En finale il se retrouve face à Rob Van Dam (RVD) et remporte le tournoi. Au lendemain de cette victoire, RVD (qui est champion intercontinental de la WWE) vient le provoquer lors de son couronnement, en découle un match pour le titre intercontinental en fin de soirée qui se conclut par la disqualification de Brock Lesnar à la suite de l'intervention de Heyman. Les deux hommes s'affrontent à nouveau pour ce titre le 21 juillet à Vengeance, où Heyman provoque encore la disqualification de son client en poussant l'arbitre hors du ring. Le 25 juillet, il annonce qu'il rejoint SmackDown.

Le 8 août, il devient challenger pour le championnat incontesté de la WWE après sa victoire par soumission face à Hulk Hogan. Il affronte Triple H et The Rock dans un match sans disqualification pour le titre de ce dernier le 10 août au cours de Global Warning (en), où The Rock conserve son titre en faisant le tombé sur Triple H. Quinze jours plus tard, il remporte le titre incontesté face au Rock dans un match simple. À Unforgiven, il affronte The Undertaker dans un match pour le titre mais le match se termine en double disqualification, il conserve donc son titre. Un match revanche est prévu à No Mercy dans un Hell in a Cell match où il bat l'Undertaker pour conserver le titre. Lors des Survivor Series, il perd son titre contre Big Show après une trahison de Paul Heyman[réf. nécessaire].

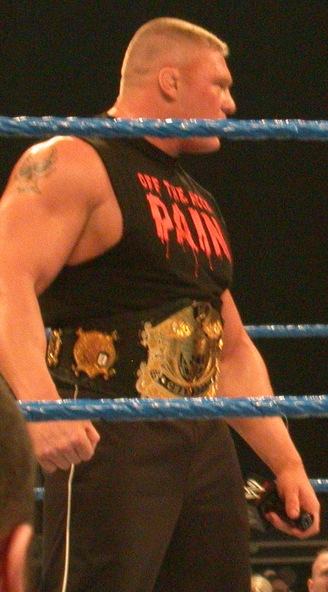
Brock Lesnar en tant que champion de la WWE.

Après les Survivor Series, Heyman annonce ensuite que Brock Lesnar ne pourra pas avoir de match revanche à la suite d'une stipulation de son contrat. Afin de se venger sur le Big Show et Paul Heyman, Lesnar intervient dans le match du Big Show à Armageddon contre Kurt Angle pour le titre. Lesnar porte le F-5 sur le champion pendant que l'arbitre était inconscient, ce qui permet à Kurt Angle de remporter le titre. Heyman devient ensuite le manager d'Angle. Lesnar est en colère contre Kurt Angle, et au Royal Rumble 2003, il gagne d'abord sa qualification dans le Royal Rumble contre le Big Show en début de soirée puis, en entrant 29e, il parvient à remporter le match. Lesnar remporte donc sa place pour un match de championnat dans le main event de WrestleMania XIX. À No Way Out, Lesnar et Chris Benoit battent Charlie Haas, Shelton Benjamin et Angle dans un match handicap à 3 contre 2. À WrestleMania XIX, il bat Kurt Angle et remporte le titre de la WWE pour la deuxième fois de sa carrière. Durant le match, il rate son Shooting Star Press et retombe mal puis peu après, il porte le F-5 de la victoire. À la fin du match Kurt Angle vient le féliciter et WrestleMania finit sur l'image des deux lutteurs se serrant l'un contre l'autre. Lors de Backlash, il conserve le titre contre John Cena. Le 12 juin à SmackDown, Lesnar et le Big Show font match nul après que Brock Lesnar a fait une superplex depuis la 3e corde sur le Big Show. Lorsqu'ils retombent sur le ring, celui-ci ne tient pas le coup et se désintègre. Lors de Vengeance, il perd le titre contre Angle dans un Triple Threat match qui comprenait également le Big Show.

#### Triple champion de la WWE et départ (2003-2004)
Brock Lesnar demande au président de la WWE Vince McMahon de lui redonner une chance pour le titre mais ce dernier refuse, ce qui le rend fou de rage : il insulte Vince McMahon et menace Kurt Angle. ll entame une rivalité avec eux. À SummerSlam 2003, il perd contre Kurt Angle dans un match pour le titre de la WWE[réf. nécessaire]. Le 18 septembre à SmackDown, il affronte Kurt Angle dans un Iron Man match de 60 minutes pour le titre. Il remporte le match sur le score de 5-4 et devient pour la troisième fois (et dernière avant son départ) champion de la WWE. Lors de No Mercy, il bat l'Undertaker (grâce à l'intervention de Vince McMahon) dans un biker chain match pour le titre. Hardcore Holly fait son retour après le match et veut se venger de Brock Lesnar car celui-ci lui a cassé le cou un an plus tôt. Aux Survivor Series, la Team Angle (Kurt Angle, John Cena, Chris Benoit, Bradshaw et Hardcore Holly) bat la Team Lesnar (Brock Lesnar, Nathan Jones, Matt Morgan, Big Show et A-Train). Lors de Royal Rumble 2004, il bat Hardcore Holly et conserve le titre de la WWE. Plus tard dans la soirée, il porte le F-5 sur Goldberg pendant le Royal Rumble et, distrait, se fait éliminer par Kurt Angle[réf. nécessaire]. 
Lors de No Way Out, il perd son titre contre Eddie Guerrero à la suite de l'intervention de Goldberg qui lui porte un spear pendant que l'arbitre était inconscient. La guerre entre Goldberg et lui commence. Ils s'affrontent à WrestleMania XX avec Steve Austin comme arbitre spécial, match où Goldberg sort vainqueur. Ce match a été élu comme étant l'un des plus mauvais de toute l'histoire de WrestleMania[réf. nécessaire]. Il se fait ensuite siffler par le public. Sûrement aigri par la réaction de la foule dû à son départ, à la fin du match Brock Lesnar se retourna vers le public lui tendant ses majeurs. Il fit de même à Stone Cold, celui-ci lui porte alors un stunner.

### New Japan Pro-Wrestling (2005-2007)
En mai 2005, Brock Lesnar engage une action en justice pour casser la clause de non-concurrence qu'il a accepté en 2004 pour quitter la World Wrestling Entertainment et qui l'empêche de reprendre sa carrière de catcheur ou de faire des combats d'arts martiaux mixtes jusqu'en 2010. Le 8 octobre, il devient champion poids-lourds IWGP en faisant le tombé sur Kazuyuki Fujita dans un match triple menaces comprenant aussi Masahiro Chōno. Le 4 janvier 2006, il conserve son titre contre Shinsuke Nakamura.
Il est contraint de laisser le titre vacant le 15 juillet 2006 à la suite de « problèmes avec un visa de travail ».

### Retour à la World Wrestling Entertainment (2012-...)

#### Rivalités avec John Cena et Triple H (2012-2013)
En avril 2012, il signe un contrat d'un an d'environ 5 000 000 de dollars avec la World Wrestling Entertainment (WWE),.
Le 29 avril 2012 à Extreme Rules, il perd face à John Cena dans un Extreme Rules Match.[réf. nécessaire]
Le 19 août à SummerSlam, il bat Triple H[réf. nécessaire]. 
Le 7 avril 2013 à WrestleMania 29, il perd face à son même adversaire dans un No Holds Barred Match[réf. nécessaire]. 
Le 19 mai à Extreme Rules, il rebat Triple H dans un Steel Cage Match, mettant fin à leur rivalité[réf. nécessaire].

#### Rivalités avec CM Punk, Big Show et l'Undertaker (2013-2014)

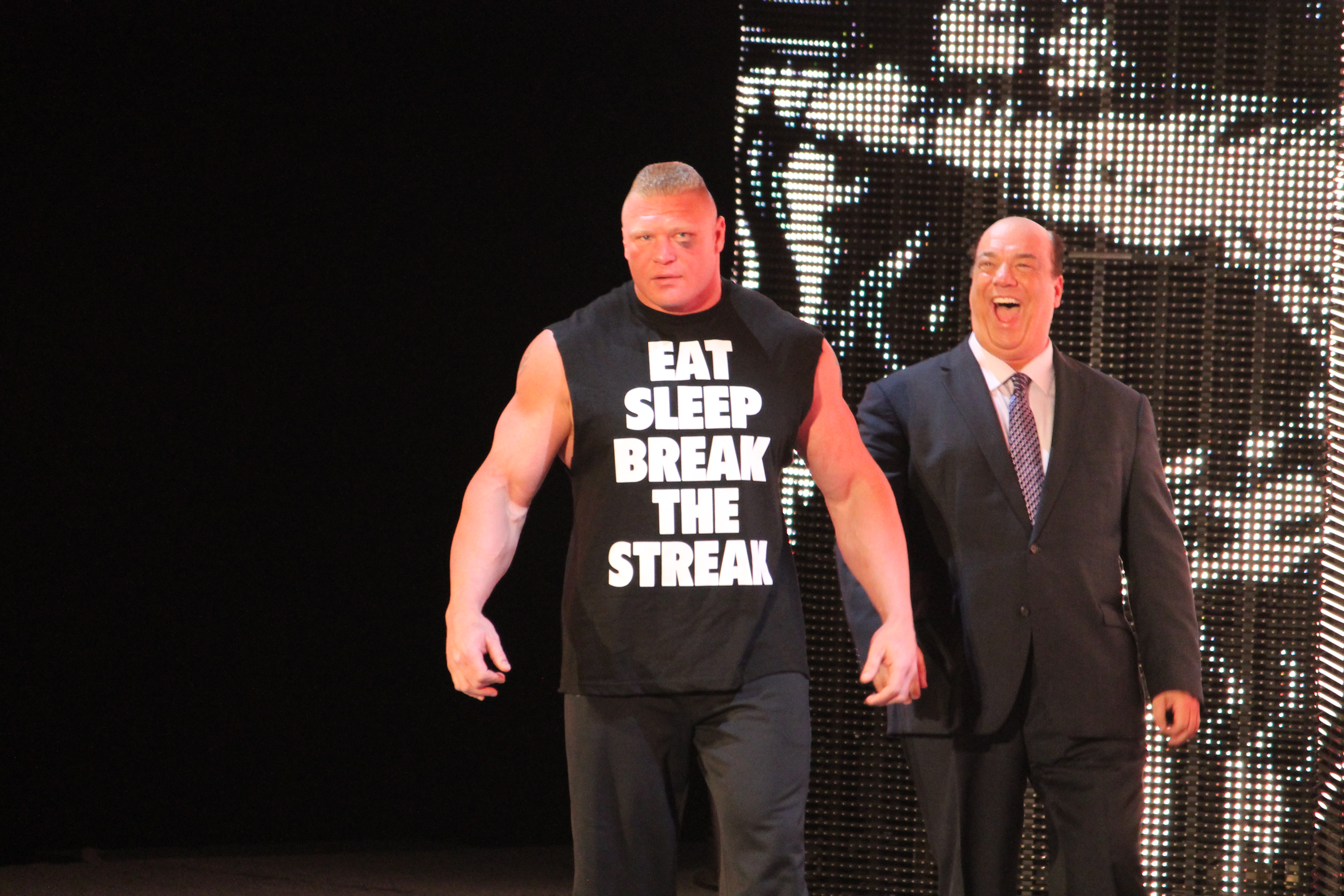
Brock Lesnar avec Paul Heyman en 2014.

Le 17 juin 2013 à Raw, il fait un retour surprise et affronte CM Punk. Paul Heyman trahit ce dernier et se range de son côté, son nouveau client portant ensuite un F-5 sur son ancien[réf. nécessaire].
Le 18 août à SummerSlam, il bat CM Punk dans un match sans disqualification[réf. nécessaire].
Le 26 janvier 2014 au Royal Rumble, il bat Big Show[réf. nécessaire].
Le 6 avril à WrestleMania XXX, il bat l'Undertaker et met donc fin à la série d'invincibilité de son adversaire au PPV[réf. nécessaire].

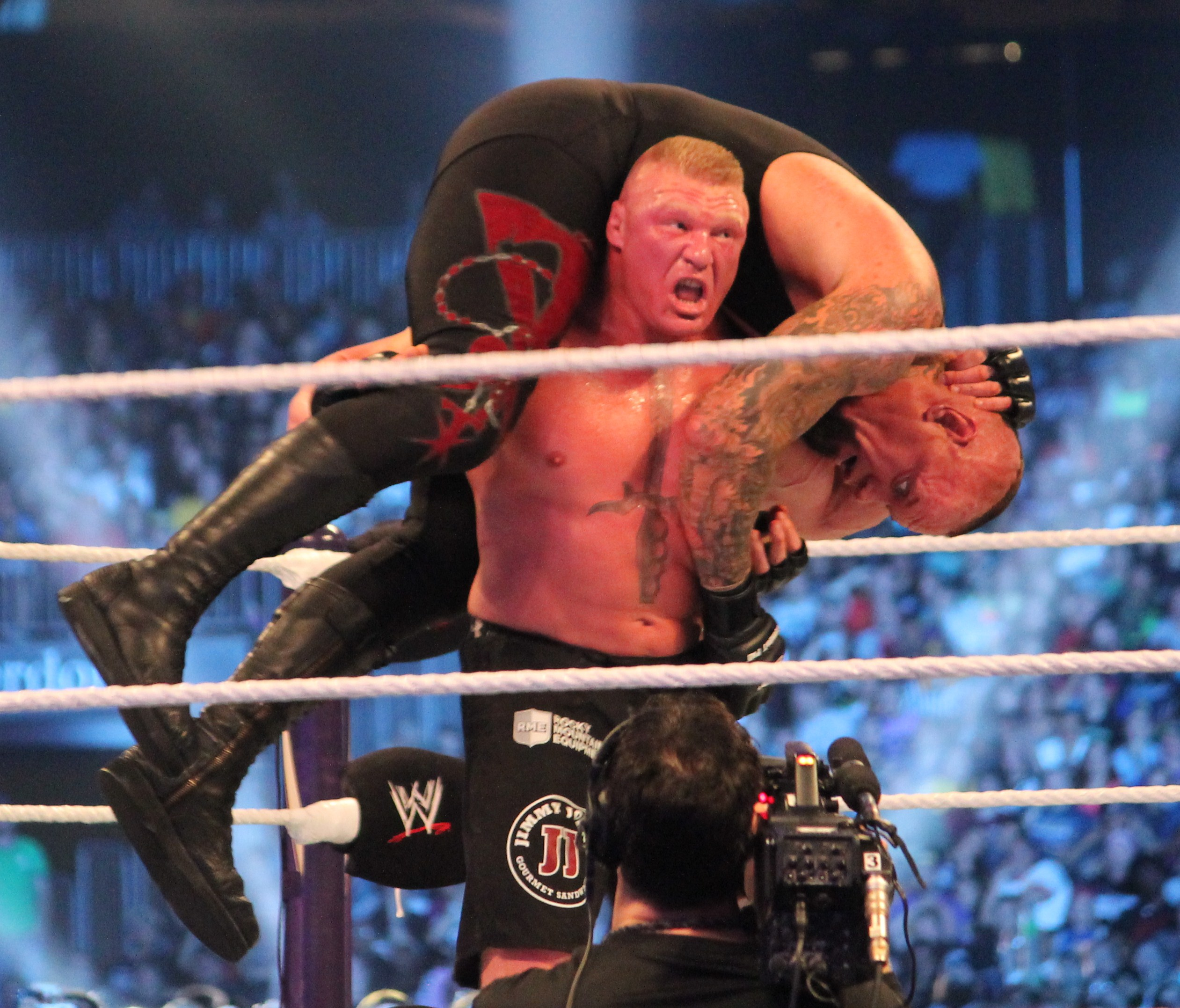
Brock Lesnar face à The Undertaker en 2014.

#### Quadruple champion de la WWE (2014-2015)
Le 17 août à SummerSlam, il redevient champion de la WWE en battant John Cena, remportant le titre pour la quatrième fois[réf. nécessaire]. Le 21 septembre à Night Of Champions, il perd face à ce même adversaire par disqualification, à la suite d'une intervention extérieure de Seth Rollins, mais conserve son titre[réf. nécessaire]. 
Le 25 janvier 2015 au Royal Rumble, il conserve son titre en battant John Cena et Seth Rollins dans un Triple Threat Match[réf. nécessaire]. Le 29 mars à WrestleMania 31, il affronte Roman Reigns en match simple, mais le combat se transforme finalement en Triple Threat Match, car Seth Rollins attaque les deux hommes, encaisse sa mallette et les bat, ne conservant pas son titre[réf. nécessaire]. Le lendemain à Raw, il est suspendu indéfiniment par Stephanie McMahon, parce qu'il a attaqué les techniciens de la compagnie, à la suite du refus de Seth Rollins de l'affronter pour le titre de la WWE[réf. nécessaire]. 

#### Rivalités avec Seth Rollins et l'Undertaker et course au titre poids-lourds de la WWE (2015-2016)
Le 15 juin à Raw, il fait son retour de suspension, accompagné de Paul Heyman, puis Stephanie McMahon et Triple H lui annoncent l'avoir choisi pour affronter Seth Rollins pour le titre de la WWE à Battleground[réf. nécessaire]. Le 19 juillet à Battleground, son match face à Seth Rollins, pour le titre de la WWE, se termine en match nul, à la suite d'une intervention extérieure de l'Undertaker, venu se venger de la défaite subie à WrestleMania XXX. Le 23 août à SummerSlam, il perd face au Deadman de manière controversée, ayant subi un Low-Blow durant la rencontre, alors qu'il l'avait battu une première fois par soumission, mais l'arbitre ne l'avait pas vu et a dû recommencer le combat. Le 25 octobre à Hell in a Cell, il prend sa revanche en battant son adversaire.
Le 24 janvier 2016 à Royal Rumble, il entre dans le Royal Rumble masculin en 23e position, élimine Luke Harper, Braun Strowman, Erick Rowan et Jack Swagger, avant d'être lui-même éliminé par la Wyatt Family, ne remportant pas le titre de la WWE[réf. nécessaire]. Le 21 février à Fastlane, il perd un Triple Threat Match face à Roman Reigns, qui inclut également Dean Ambrose, ne devenant pas aspirant no 1 au titre de la WWE à WrestleMania 32. Le 12 mars à Roadblock, il bat la Wyatt Family (Bray Wyatt et Luke Harper) dans un 1-on-2 Handicap Match.

#### Rivalités avec Dean Ambrose, Randy Orton et Goldberg (2016-2017)
Le 3 avril à WrestleMania 32, il bat Dean Ambrose dans un No Holds Barred Street Fight match.  
Le 21 août à SummerSlam, il bat Randy Orton par KO-technique. 
Le 20 novembre aux Survivor Series, il perd face à Goldberg en moins de 2 minutes. 
Le 29 janvier 2017 au Royal Rumble, il entre dans le Men's Royal Rumble match en 26e position, élimine Dean Ambrose, Dolph Ziggler et Enzo Amore avant d'être lui-même éliminé par son rival après 4 minutes de match.

#### Triple champion Universel (2017-2019)
Le 2 avril à WrestleMania 33, il devient le nouveau champion Universel en prenant sa revanche sur The Man et remporte le titre pour la première fois de sa carrière. 

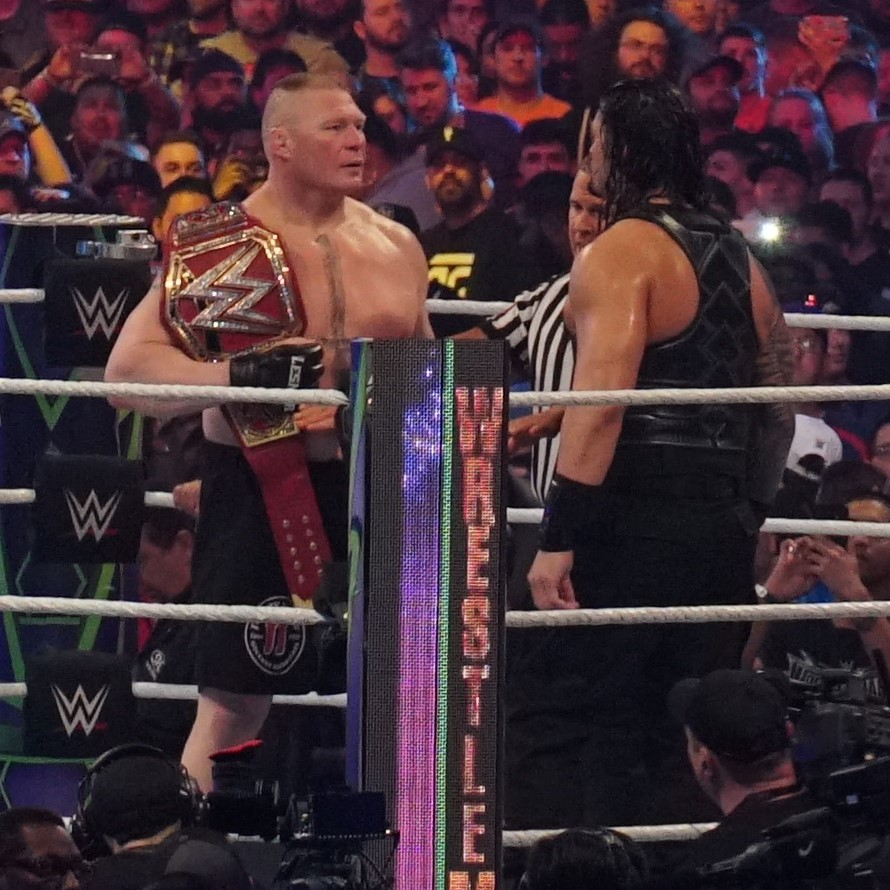
Brock Lesnar face à Roman Reigns avant leur match pour le championnat Universel à WrestleMania 34.

Le 9 juillet à Great Balls of Fire, il conserve son titre en battant Samoa Joe. Le 20 août à SummerSlam, il conserve son titre en battant Braun Strowman, Roman Reigns et en rebattant son même adversaire dans un Fatal 4-Way match. Le 24 septembre à No Mercy, il conserve son titre en rebattant The Monster Among Men. 
Le 19 novembre aux Survivor Series, il bat le champion de la WWE, AJ Styles, dans un Champion vs. Champion match.
Le 28 janvier 2018 au Royal Rumble, il conserve son titre en rebattant Braun Strowman et en battant Kane dans un Triple Threat match.
Le 8 avril à WrestleMania 34, il conserve son titre en rebattant Roman Reigns. 19 soirs plus tard au Greatest Royal Rumble, il conserve son titre en rebattant son même adversaire dans un Steel Cage match de manière controversée, car il subit un Spear à travers la structure et tombe sur le sol en premier. 
Le 19 août à SummerSlam, il ne conserve pas sa ceinture, battu par son même opposant. Le 16 septembre à Hell in a Cell, il interrompt le Hell in a Cell match entre Braun Strowman et son rival et les attaque tous les deux. 
Le 2 novembre à Crown Jewel, il redevient champion Universel, pour la seconde fois, en rebattant The Monster Among Men avec l'aide de Baron Corbin. Le 18 novembre aux Survivor Series, il bat le champion de la WWE, Daniel Bryan, dans un Champion vs. Champion match.
Le 27 janvier 2019 au Royal Rumble, il conserve son titre en battant Finn Bálor par soumission.
Le 7 avril à WrestleMania 35, il attaque Seth Rollins avant leur match, mais ne conserve pas sa ceinture, battu par ce dernier. Le 19 juin à Money in the Bank, il fait une apparition surprise et surprend tout le monde en décrochant la mallette.  
Le 14 juillet à Extreme Rules, il redevient champion Universel, pour la troisième fois, en prenant sa revanche sur son même adversaire après avoir encaissé sa mallette. Le 11 août à SummerSlam, il ne conserve pas sa ceinture, rebattu par son même opposant.

#### Quintuple champion de la WWE (2019-2020)
Le 17 septembre à SmackDown Live, il fait son retour après 3 ans d'absence dans ce show, y défie Kofi Kingston dans un match pour le titre de la WWE lors du premier épisode de SmackDown sur la Fox le 4 octobre, que celui-ci accepte, et lui porte ensuite un F-5. 
Le 4 octobre à SmackDown, il redevient champion de la WWE, pour la cinquième fois, en battant le catcheur américano-ghanéen en moins de 10 secondes. Après le match, il se fait attaquer par Cain Velasquez. 27 soirs plus tard à Crown Jewel, il conserve son titre en battant le combattant de MMA mexicain par soumission en deux minutes. Après la rencontre, il inflige plusieurs coups de chaise à son adversaire et lui porte un F-5 sur celle-ci, mais se fait attaquer, à son tour, à coups de chaise par Rey Mysterio. Le 24 novembre aux Survivor Series, il conserve son titre en battant le luchador mexicain dans un No Holds Barred match. 
Le 26 janvier 2020 au Royal Rumble, il entre dans le Men's Royal Rumble match en première position, élimine successivement treize autres catcheurs, établit ainsi le record d'élimination avant d'être lui-même éliminé par le futur gagnant, Drew McIntyre après 26 minutes de match. Le lendemain à Raw, le catcheur écossais le choisit officiellement comme adversaire pour WrestleMania 36. Le 27 février à Super ShowDown, il conserve son titre en battant rapidement Ricochet.
Le 5 avril à WrestleMania 36, il ne conserve pas sa ceinture, battu par Drew McIntyre en 5 minutes.
Le 31 août, à la suite d'un désaccord avec la World Wrestling Entertainment concernant son nouveau contrat, il quitte la fédération et devient agent libre.

#### Retour et septuple champion de la WWE (2021-2022)
Le 21 août 2021 à SummerSlam, il fait son retour après un an et demi d'absence, avec un nouveau look et en tant que Face, et confronte Roman Reigns qui vient de conserver son titre Universel contre John Cena.
Le 21 octobre à Crown Jewel, il ne remporte pas la ceinture, battu par le catcheur samoan qui a reçu l'aide des Usos.
Le 1er janvier 2022 à Day 1, il redevient champion de la WWE, pour la sixième fois, en battant Big E, Bobby Lashley, Kevin Owens et Seth "Freakin" Rollins dans un Fatal 5-Way match. 28 soirs plus tard au Royal Rumble, il ne conserve pas sa ceinture, battu par The All Mighty qui a reçu les aides extérieures de Roman Reigns et Paul Heyman. Plus tard dans la soirée, il entre dans le Men's Royal Rumble match en dernière position et le remporte après avoir éliminé successivement Randy Orton, Bad Bunny, Riddle, Shane McMahon et Drew McIntyre. Le 31 janvier à Raw, il choisit officiellement Roman Reigns comme adversaire pour WrestleMania 38. Le 19 février à Elimination Chamber, il redevient champion de la WWE, pour la septième fois, et remporte le Men's Elimination Chamber match.
Le 3 avril à WrestleMania 38, il ne remporte pas le titre Universel et ne conserve pas sa ceinture, battu par Roman Reigns dans un Winner Takes All match. Le 17 juin à SmackDown, il fait son retour après 2 mois d'absence, confronte le double champion avant de lui porter un F-5, ainsi qu'aux cousins de ce dernier.
Le 30 juillet à SummerSlam, il ne remporte pas les ceintures, rebattu par son même adversaire dans un Last Man Standing match.

#### Rivalités avec Bobby Lashley, Omos et Cody Rhodes (2022-2023)
Le 5 novembre à Crown Jewel, il bat Bobby Lashley.
Le 28 janvier 2023 au Royal Rumble, il entre dans le Men's Royal Rumble match en 12e position, élimine Santos Escobar, Angelo Dawkins et Chad Gable avant d'être lui-même éliminé par The All Mighty après 2 minutes de match. Le 18 février à Elimination Chamber, il perd face à son même adversaire par disqualification en lui portant un Low-Blow. Après le combat, il attaque son rival avec trois F-5.
Le 2 avril à WrestleMania 39, il bat Omos. Le lendemain à Raw, il se propose pour être le partenaire de Cody Rhodes dans le match contre Roman Reigns et Solo Sikoa, mais plus tard dans la soirée, il effectue un Heel Turn, attaque le premier, le fait passer à travers la table des commentateurs, le tabasse avec une chaise et lui porte trois F-5 sur les marches en acier. Le 6 mai à Backlash, il perd face à The American Nightmare. Le 27 mai à Night of Champions, il prend sa revanche sur son même adversaire par soumission. 
Le 5 août à SummerSlam, il reperd face à son même opposant. Après le combat, il serre la main de son adversaire, lui fait une accolade et lui soulève le bras en guise de respect.
Le 26 janvier 2024, il est accusé d'être impliqué dans une affaire de trafic sexuel. Quelques jours plus tard, il est retiré des plans créatifs de la WWE, ainsi que du jeu vidéo WWE Supercard.

#### Retour (2025-...)
Le 3 août 2025 à SummerSlam, il fait son grand retour, après 2 ans d'absence, et porte un F-5 à John Cena.

## Carrière en arts martiaux mixtes

### Hero's (2007)
Le 28 avril 2006, Brock Lesnar annonce, après le combat principal de l’événement K-1 Hero's Las Vegas, son intention de joindre l'organisation du K-1. Le 12 août 2006, il annonce sa signature avec le K-1 de manière officielle. Alors que son premier combat doit avoir lieu le 2 juin 2007 lors de l'événement K1 Dynamite!! USA contre Hong-Man Choi, ce dernier ne reçoit pas l'approbation de la commission sportive de Las Vegas et se voit remplacé par Min Soo Kim.
Brock Lesnar gagne son premier combat par soumission verbale après un barrage de coups à une minute et neuf secondes du début du premier round.

### Ultimate Fighting Championshipet champion des poids lourds de l'UFC (2007-2011)
Brock Lesnar signe avec l'Ultimate Fighting Championship le 21 octobre 2007.
Son premier combat est programmé en second combat principal de l'UFC 81, le 2 février 2008, face à l'ex-champion des poids lourds, Frank Mir, expert en jiu-jitsu brésilien revenant d'une blessure. En début de rencontre, Lesnar réussit à envoyer Mir au tapis et suit au sol pour continuer à enchainer les coups. Cependant, son adversaire parvient à s'échapper doucement puis en profite pour appliquer une clé de genou en hyperextension qui force Lesnar à abandonner 90 secondes après le début du premier round.
Pour son second match, Lesnar doit affronter Mark Coleman au mois d'août, lors de l'UFC 87, mais celui-ci déclare forfait. Il est alors remplacé par Heath Herring, que Brock Lesnar bat par décision unanime. Il démontre alors ses talents de lutteur, qui deviennent dès lors son principal atout.[réf. nécessaire]
Après cette victoire, Brock Lesnar obtient un combat pour le titre contre Randy Couture. Dans le deuxième round, il touche Couture à la tempe, ce qui le fait tomber ; il enchaine aussitôt au sol avec des « hammer fists » qui provoquent l'arrêt du combat par l'arbitre. Brock devient le champion des poids lourds de l'UFC, mais il lui reste à unifier ce titre avec le titre intérimaire détenu par Frank Mir.
À l'UFC 100, Brock Lesnar affronte Mir pour la deuxième fois. Cette rencontre est une démonstration de Brock, qui contrôle au sol Mir et le martèle au visage. Au deuxième round, Brock coince Mir contre la cage et contrôle son poignet, puis le frappe au visage avec des punches courts et puissants, assommant son adversaire et obligeant l'arbitre à arrêter le combat. Brock Lesnar lance ensuite à Mir, de manière provocante : « Talk all the shit you want now! » (traduction : « Raconte toutes les conneries que tu veux maintenant ! »). Dans l'interview post match qui suit, il déclare que Frank Mir « avait eu un fer à cheval dans son cul lors de leur premier combat », et qu'il lui « avait retiré et frappé la tête avec » ; il se montre arrogant aussi vis-à-vis de Budlight, le sponsor officiel de l'UFC. Il s'excusera plus tard en conférence de presse.[réf. nécessaire]
Il est ensuite censé affronter Shane Carwin, mais tombe gravement malade des intestins et reste éloigné pendant plus d'un an de la cage. Pendant ce temps, Mir affronte Carwin pour un titre intérimaire des poids lourds, que Carwin gagnera par TKO au premier round. Shane Carwin devient donc l'adversaire du retour pour Brock Lesnar, à l'UFC 116[réf. nécessaire].
Le combat est l'objet d'une intense promotion de l'UFC et de la presse, étant vendu comme le plus gros combat de l'histoire des poids lourds de l'organisation. Les deux hommes indiquent cent vingt kilos à la pesée, ce qui promet un choc de titans. Carwin, avant de rencontrer Brock, avait remporté tous ses combats au premier round et était réputé le plus gros puncheur du circuit poids lourds.
Lors du début du premier round, Carwin envoie un uppercut suivi d'un coup de genou qui envoie Brock Lesnar au tapis, sonné. Pendant de longues minutes, Brock Lesnar est martelé au visage, et on passe alors à deux doigts de l'arrêt du combat. Cependant, Brock Lesnar reprend ses esprits et se relève à la fin du round. Dès l'entame du 2e round, Brock Lesnar réussit une mise au sol de Carwin, très fatigué. Il place un « arm triangle choke », et verrouille. Carwin se soumet, Brock Lesnar reste le champion des poids lourds UFC. Après le combat, Lesnar montre un visage autrement sympathique, remerciant son staff, sa famille et les médecins, et déclarant être « béni de Dieu ».[réf. nécessaire]
Le 23 octobre 2010, il perd son titre au profit de Cain Velasquez au premier round par TKO, dans un combat qui fut une démonstration de Cain ; dominant totalement Brock debout comme au sol, il finit avec une série de « ground and pound » dévastatrice sur un champion alors très vulnérable, entraînant l'arrêt de l'arbitre Herb Dean[réf. nécessaire].
Il joue ensuite le rôle d'entraîneur lors de la saison 13 du show télévisé The Ultimate Fighter avec Júnior dos Santos. Après la diffusion de la saison, les deux hommes doivent s'affronter dans l'octogone pour déterminer le challenger au titre de Cain Velasquez, mais Brock Lesnar se déclare inapte à affronter le Brésilien ; il doit soigner les suites de sa maladie intestinale, qui le tiendra finalement éloigné des rings pendant près d'un an.
Le 30 décembre 2011, rétabli depuis quelques mois de sa maladie (grâce à une opération), il affronte, lors de l'UFC 141, la star de MMA Strikeforce ayant récemment rejoint l'UFC, l'imposant Alistair Overeem. Le combat est mis en valeur à travers les gabarits hors-normes des deux sportifs et sur leur force conséquente. Durant l'affrontement, Brock n'utilise pas sa lutte et se voit défait par une série d'attaques au foie de la part du « striker » Overeem. Il se fait battre en un peu plus de deux minutes par TKO. Lors de l'interview d'après match, Brock remercie le public et sa famille, ses sponsors et Dana White avant d'annoncer officiellement sa retraite de l'octogone, expliquant qu'il a promis à sa famille et sa femme qu'il le ferait et que sa décision serait définitive. Il précise également qu'il avait prévu, même en cas de victoire contre Overeem, de se retirer après son combat pour le titre, quelle qu'en aurait été l'issue.
Il reprend sa carrière de catcheur en 2012 à la World Wrestling Entertainment où il fait quelques matchs à l'année essentiellement dans les émissions en paiement à la séance. Début 2015, il apparaît aux abords de l’octogone à UFC 184 et laisse entendre qu'il envisage de reprendre sa carrière de combattant avant de se raviser en déclarant :

« Je suis un homme des cavernes plus âgé maintenant, donc je prends des décisions plus sages pour un homme des cavernes. Je suis ici pour dire que mon héritage dans l'octogone est terminé. »

### Retour à l'Ultimate Fighting Championship et retraite du MMA (2016-2019)
Le 4 juin durant UFC 199, l'UFC annonce le retour de Brock Lesnar pour affronter Mark Hunt le 9 juillet à UFC 200. Ce combat se solde par une victoire de Brock Lesnar par décision unanime,. Quelques jours plus tard, l'United States Anti-Doping Agency (USADA), l'agence américaine de lutte contre le dopage annonce qu'un test de Brock Lesnar fait durant la préparation est positif au clomiphène, un inhibiteur d'œstrogènes, ainsi que le test effectué après son combat à cette même substance,. Pour cette infraction, la Commission Athlétique de l'état du Nevada le suspend pendant un an et lui inflige une amende de 250 000 dollars.
Il apparaît lors de l'UFC 226, le 7 juillet 2018, en bousculant violemment Daniel Cormier, l'actuel champion du monde. Le 8 juillet, l'USADA confirme que Brock Lesnar a entamé un processus de dépistage de drogues pour un retour dans cette discipline.
Alors qu'un combat entre Brock Lesnar et Daniel Cormier était attendu, le 1er mai 2019 lors d'une interview, Dana White annonce que Brock Lesnar en a « terminé » avec les arts martiaux mixtes. En juin 2019, Dana White explique que si Brock Lesnar a pris sa retraite du MMA c'est parce que la World Wrestling Entertainment (WWE) lui a offert un plus gros contrat que l'UFC.
En mars 2022, lors d'une interview pour le New York Post, Lesnar annonce lui-même que la porte à un retour en MMA est fermée et confirme donc sa retraite du sport.

## Palmarès

### Distinctions

#### En catch
- New Japan Pro-Wrestling
  - 1 fois champion poids lourd IWGP
- Inoki Genome Federation
  - 1 fois IGF Third Belt Champion
- Ohio Valley Wrestling

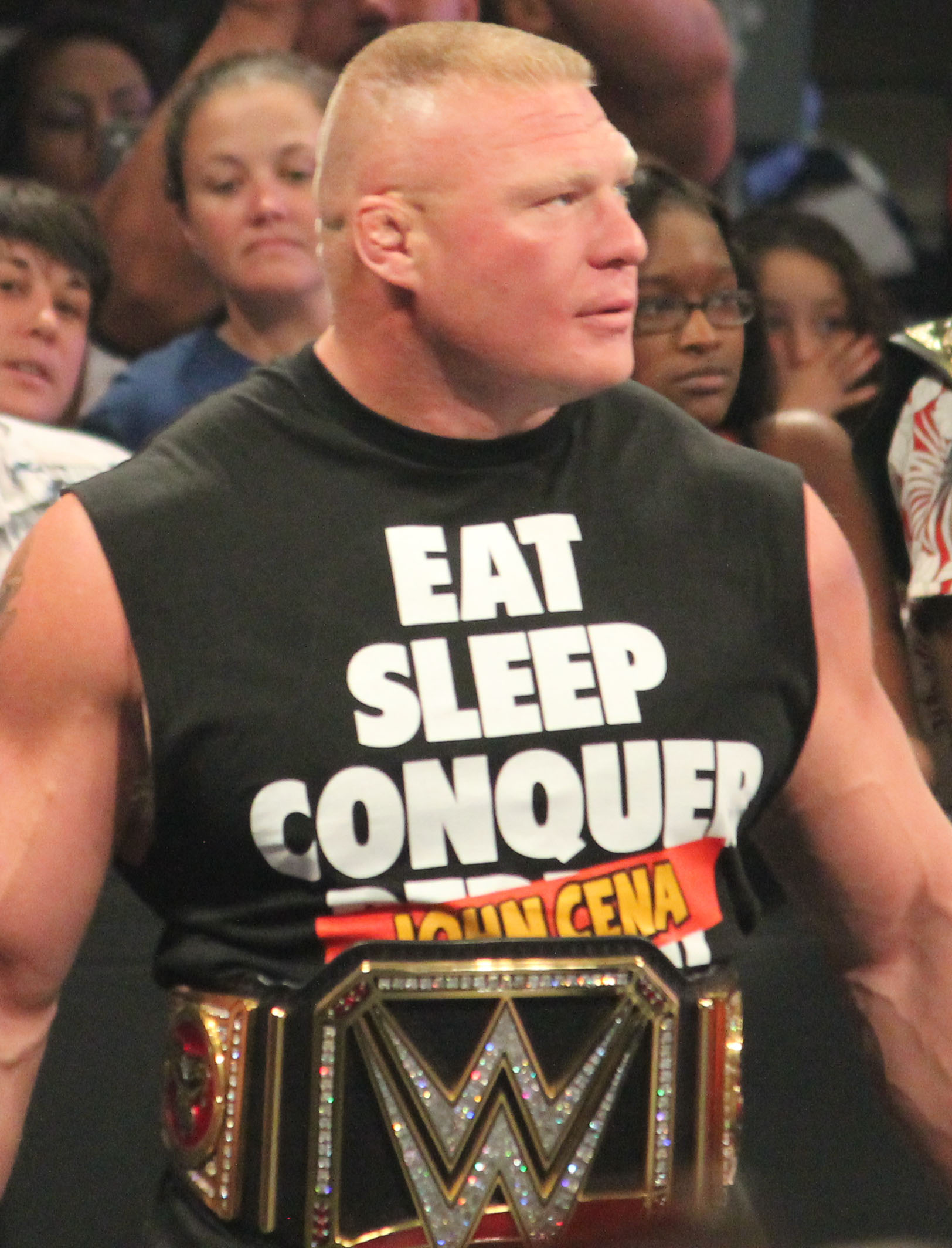
Brock Lesnar en tant que champion de la WWE.

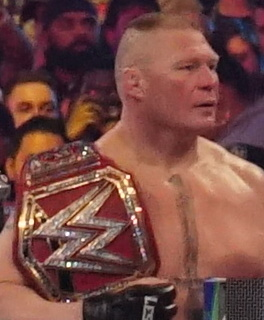
Brock Lesnar en tant que champion Universel de la WWE

  - 3 fois OVW Southern Tag Team Champion avec Shelton Benjamin
- World Wrestling Entertainment
  - 7 fois champion de la WWE (plus jeune champion)
  - 3 fois champion universel de la WWE (record du plus grand nombre de règnes)
  - Vainqueur du Royal Rumble en 2003 et 2022
  - Vainqueur du tournoi King of the Ring en 2002
  - Mr. Money in the Bank (2019)
  - Record d'élimination dans un Royal Rumble Match (13 éliminations d'affilée)
  - Vainqueur de l'Elimination Chamber en 2022

#### En arts martiaux mixtes
- Ultimate Fighting Championship
  - 1 fois UFC World Heavyweight Champion
  - 2 défenses de titres réussies
  - Soumission de la nuit (UFC 116)

#### En lutte amateur
- National Collegiate Athletic Association
  - NCAA Division I All-American en 1999 et 2000
  - Champion des poids lourds de la division I de la NCAA en 2000
  - Champion de la conférence Big Ten en 1999 et 2000
- National Junior College Athletic Association
  - NJCAA All-American en 1997 et 1998
  - Champion poids lourd NJCAA en 1998
  - Champion du tournoi de bisons de l'Université d'État du Dakota du Nord en 1997 et 1999

### Récompenses des magazines
- Pro Wrestling Illustrated
  - Catcheur de l'année en 2002
  - Catcheur qui s'est le plus amélioré en 2002
  - Match de l'année en 2003 contre Kurt Angle
  - Rivalité de l'année en 2003 contre Kurt Angle
  - Rivalité de l'année en 2015 contre The Undertaker

| Année | 2001 | 2002 | 2003 | 2004 à 2005 | 2006 | 2007 à 2015 | 2016 | 2017 | 2018 | 2019       | 2020 |
| ----- | ---- | ---- | ---- | ----------- | ---- | ----------- | ---- | ---- | ---- | ---------- | ---- |
| Rang  | 87   | 17   | 1    | Non classé  | 7    | Non classé  | 19   | 25   | 4    | Non classé | 12   |

- Wrestling Observer Newsletter Awards
  - Meilleur prise de finition en 2002 pour le F-5
  - Meilleur bagarreur en 2003
  - Rivalité de l'année en 2003 contre Kurt Angle
  - Catcheur qui s'est le plus amélioré en 2002 et 2003
  - Membre du Wrestling Observer Hall of Fame (2015)
- Slammy Award
  - Rivalité de l'année (2015) - vs. The Undertaker
  - Match de l'année (2015) - vs. The Undertaker
  - Hashtag de l'année (2015) - #SuplexCity
  - Moment de l'année (2015) - Brock Lesnar présente le Suplex City à WrestleMania 31
- Wrestling Observer Newsletter Awards
  - Best Box Office Draw (2008, 2009)
  - MMA Most Valuable Fighter (2008, 2009)
- Sherdog Awards
  - Beatdown of the Year (2009)
- Fighter's Only World MMA Awards
  - Breakthrough fighter of the Year (2009)

### Palmarès en arts martiaux mixtes
| 9 combats      | 5 victoires | 3 défaites |
| Par KO         | 3           | 2          |
| Par soumission | 1           | 1          |
| Sur décision   | 1           | 0          |
| Sans décision  | 1           | 1          |

| Résultat      | Record  | Adversaire       | Méthode                               | Événement                     | Date             | Round | Temps | Lieu                                | Notes |
| ------------- | ------- | ---------------- | ------------------------------------- | ----------------------------- | ---------------- | ----- | ----- | ----------------------------------- | --- |
| Sans décision | 5-3 (1) | Mark Hunt        | Sans décision                         | UFC 200: Tate vs Nunes        | 9 juillet 2016   | 3     | 5:00  | Las Vegas, Nevada, États-Unis       | Victoire de Brock Lesnar par décision unanime à l'origine mais est retirée à la suite du test positif de Brock Lesnar au clomiphène. |
| Défaite       | 5-3     | Alistair Overeem | TKO (coups de poing et coups de pied) | UFC 141: Lesnar vs. Overeem   | 30 décembre 2011 | 1     | 2:58  | Las Vegas, Nevada, États-Unis       | |
| Défaite       | 5-2     | Cain Velasquez   | TKO (coups de poing)                  | UFC 121: Lesnar vs. Velasquez | 23 octobre 2010  | 1     | 4:12  | Anaheim, Californie, États-Unis     | Perd le titre des poids lourds de l'UFC.                                                                                             |
| Victoire      | 5-1     | Shane Carwin     | Soumission (étranglement bras-tête)   | UFC 116: Lesnar vs. Carwin    | 3 juillet 2010   | 2     | 3:52  | Las Vegas, Nevada, États-Unis       | Défend le titre des poids lourds de l'UFC.                                                                                           |
| Victoire      | 4-1     | Frank Mir        | TKO (coups de poing)                  | UFC 100                       | 1er juillet 2009 | 2     | 1:48  | Las Vegas, Nevada, États-Unis       | Devient le champion incontesté des poids lourds de l'UFC.                                                                            |
| Victoire      | 3-1     | Randy Couture    | TKO (coups de poing)                  | UFC 91: Couture vs. Lesnar    | 15 novembre 2008 | 2     | 3:07  | Las Vegas, Nevada, États-Unis       | Remporte le titre des poids lourds de l'UFC.                                                                                         |
| Victoire      | 2-1     | Heath Herring    | Décision unanime                      | UFC 87: Seek and Destroy      | 9 août 2008      | 3     | 5:00  | Minneapolis, Minnesota, États-Unis  | |
| Défaite       | 1-1     | Frank Mir        | Soumission (clé de genou)             | UFC 81: Breaking Point        | 2 février 2008   | 1     | 1:30  | Las Vegas, Nevada, États-Unis       | |
| Victoire      | 1-0     | Kim Min-soo      | TKO (soumission aux coups de poing)   | K-1 Hero's: Dynamite!! USA    | 2 juin 2007      | 1     | 1:09  | Los Angeles, Californie, États-Unis | |

## Carrière dans le football américain

### National Football League(2004-2005)
Après son match à WrestleMania XX, Brock Lesnar met à l'écart sa carrière dans le catch pour poursuivre une carrière dans la ligue nationale de football.
Ce changement a beaucoup dérangé la compagnie de catch, qui avait investi fortement sur Brock Lesnar. La World Wrestling Entertainment confirme le départ de Lesnar sur son site web officiel, de la façon suivante : « Brock Lesnar a pris une décision personnelle pour mettre fin à sa carrière à la WWE et se préparer pour la ligue nationale de football cette saison. Brock a fait sa carrière professionnelle de catch entièrement à la WWE et nous sommes fiers de ses accomplissements, et lui souhaitons le meilleur dans son nouvel effort. » 
Lesnar espère enfin réaliser son rêve en jouant en NFL pour les Minnesota Vikings. Cependant, à la fin de l'été 2004, il se rend compte que le NFL ne l'intéresse plus car il n'y a toujours pas percé. Il abandonne ce sport et reprend sa carrière dans le catch. Il n’intégre jamais le roster final d’une équipe NFL et ne participe à aucun match officiel.
Brock Lesnar avait cependant signé une clause de non-concurrence afin de pouvoir être libéré de son contrat le liant à la WWE. L'organisation lui avait dès lors interdit de travailler pour une autre fédération de catch avant juin 2010. Il imaginait quitter définitivement le monde du catch, mais son incapacité à faire carrière dans le football professionnel a mis à mal ses projets.
L'affaire est portée au tribunal. La WWE exige et obtient des réparations en raison de sa participation à une nouvelle fédération de lutte japonaise en 2005. En juillet 2005, les deux parties passent un accord et Brock décide de se lancer à la New Japan Pro-Wrestling.[source insuffisante]

## Vie privée
Brock Lesnar est papa de Mya Lynn Lesnar et de Luke Lesnar, des faux jumeaux nés le 10 avril 2002, qu'il a eu avec son ancienne compagne Nicole McClain,,.
Il s'est fiancé à Rena Mero en 2005 et le couple s'est marié en 2006. Ensemble, ils ont deux garçons, Turk, né en 2009 et Duke, né en 2010.